# Red Book
Red Book – siódmy album szkockiego zespołu rockowego Texas. Został wydany 7 listopada 2005 roku. Znalazł się na 16 miejscu oficjalnej listy UK Albums Chart w Wielkiej Brytanii gdzie spędził czternaście tygodni. Po miesiącu od wydania 12 grudnia 2005 uzyskał status złotej przyznany przez British Phonographic Industry za sprzedaż ponad 100.000 egzemplarzy. Nazwa pochodzi od czerwonego notesu, w którym piosenkarka Sharleen Spiteri pisała teksty piosenek na album. Zawiera dwa single z listy UK Top Ten w Wielkiej Brytanii – „Getaway” i „Sleep” oraz singiel „Can’t Resist” który uplasował się za to w pierwszej dwudziestce singli UK Top 20. Cztery utwory z albumu zostały napisane wspólnie z Brianem Higgins’em z Xenomania – „Can’t Resist”, „Cry”, „Get Down Tonight” i „Bad Weather”.

## Lista utworów
| Nr  | Tytuł utworu                  | Autorzy                                  | Długość |
| --- | ----------------------------- | ---------------------------------------- | ------- |
| 1.  | „036”                         | Spiteri / McElhone                       | 0:36    |
| 2.  | „Getaway”                     | Spiteri / McElhone / Hodgens             | 3:51    |
| 3.  | „Can’t Resist”                | Spiteri / McElhone / Higgins             | 3:47    |
| 4.  | „What About Us”               | Spiteri / McElhone / Austin              | 4:16    |
| 5.  | „Cry”                         | Spiteri / McElhone / Higgins             | 4:27    |
| 6.  | „Sleep (feat. Paul Buchanan)” | Spiteri / McElhone                       | 4:06    |
| 7.  | „Get Down Tonight”            | Spiteri / McElhone / Higgins             | 3:45    |
| 8.  | „Nevermind”                   | Spiteri / McElhone / Hodgens             | 4:32    |
| 9.  | „Bad Weather”                 | Spiteri / McElhone / Higgins             | 3:59    |
| 10. | „Masterthief”                 | Spiteri / McElhone                       | 3:18    |
| 11. | „Just Hold On”                | Spiteri / McElhone / Nowells             | 3:27    |
| 12. | „Red Book”                    | Spiteri / McElhone / Hodgens / Bannister | 4:13    |

## Lista utworów (inne wersje)

### limitowana wersja Deluxe
| CD  | CD                            | CD                                       | CD      |
| Nr  | Tytuł utworu                  | Autorzy                                  | Długość |
| --- | ----------------------------- | ---------------------------------------- | ------- |
| 1.  | „036”                         | Spiteri / McElhone                       | 0:36    |
| 2.  | „Getaway”                     | Spiteri / McElhone / Hodgens             | 3:51    |
| 3.  | „Can’t Resist”                | Spiteri / McElhone / Higgins             | 3:47    |
| 4.  | „What About Us”               | Spiteri / McElhone / Austin              | 4:16    |
| 5.  | „Cry”                         | Spiteri / McElhone / Higgins             | 4:27    |
| 6.  | „Sleep (feat. Paul Buchanan)” | Spiteri / McElhone                       | 4:06    |
| 7.  | „Get Down Tonight”            | Spiteri / McElhone / Higgins             | 3:45    |
| 8.  | „Nevermind”                   | Spiteri / McElhone / Hodgens             | 4:32    |
| 9.  | „Bad Weather”                 | Spiteri / McElhone / Higgins             | 3:59    |
| 10. | „Masterthief”                 | Spiteri / McElhone                       | 3:18    |
| 11. | „Just Hold On”                | Spiteri / McElhone / Nowells             | 3:27    |
| 12. | „Red Book”                    | Spiteri / McElhone / Hodgens / Bannister | 4:13    |
| 13. | „Can’t Resist (video)”        |                                          | 3:20    |
| 14. | „Getaway (video)”             |                                          | 3:51    |

| DVD (nagrywane w Abbey Road) | DVD (nagrywane w Abbey Road) | DVD (nagrywane w Abbey Road) |
| Nr                           | Tytuł utworu                 | Długość                      |
| ---------------------------- | ---------------------------- | ---------------------------- |
| 1.                           | „Getaway”                    | 3:45                         |
| 2.                           | „What About Us”              | 3:46                         |
| 3.                           | „Can’t Resist”               | 3:55                         |
| 4.                           | „Sleep”                      | 3:57                         |
| 5.                           | „Nevermind”                  | 4:02                         |

## Miejsca na listach przebojów
| Lista                            | Pozycja |
| -------------------------------- | ------- |
| UK (Official Charts Company)     | 16      |
| Francja (SNEP)                   | 9       |
| Niemcy (Offizielle Top 100)      | 43      |
| Holandia (Album Top 100)         | 99      |
| Szwecja (Sverigetopplistan)      | 60      |
| Szwajcaria (Schweizer Hitparade) | 10      |
| Belgia (Ultratop 50 Albums)      | 21      |
| Hiszpania (Promusicae)           | 27      |

## Teledyski
| Tytuł        | Reżyser   |
| ------------ | --------- |
| Getaway      | Tim Royes |
| Can’t Resist | Sam Brown |
| Sleep        | Peter Kay |

## Twórcy
Źródło

### Skład podstawowy
- Sharleen Spiteri – śpiew, gitara, instrumenty klawiszowe, chórki
- Johnny McElhone – bass, gitara, instrumenty klawiszowe
- Ally McErlaine – gitara
- Eddie Campbell – instrumenty klawiszowe, pianino
- Tony McGovern – gitara, chórki
- Michael Bannister – perkusja, instrumenty klawiszowe, chórki

### Gościnnie
- Robert Hodgens – chórki (utwór 2)
- Shawn Lee – gitara (utwór 3, 5, 7)
- Nick Cooler – gitara (utwór 3, 7)
- Miranda Cooper – chórki (utwór 3, 5, 7)
- Tim Larombe – gitara (utwór 5)
- Tim Powell – instrumenty klawiszowe (utwór 5, 7)
- Paul Buchanan – śpiew (utwór 6)
- Emma Wilkins – klarnet, flet (utwór 6)
- John Shave – instrumenty klawiszowe (utwór 7)
- Rick Nowells – (utwór 11)
- Neil Payne – perkusja (utwór 12)

### Personel
- Realizacja nagrań – Texas
- Manager muzyczny – GR Management
- Miks – Ash Howes (utwór 2, 11), Mark "Spike" Stent (utwór 3 – 5, 7, 9), Mike Hedges (utwór 6, 8, 10, 12)
- Programming – Sharleen Spiteri, Johnny McElhone (utwór 2 – 4, 11), Michael Bannister (utwór 2 – 4), Tim Powell (utwór 3), Shawn Lee, Tim Larombe (utwór 5),Tony McGovern, Eddie Campbell (utwór 11)
- Aranżacja skrzypiec – Paul Leonard – Morgan (utwór 6)
- Producent – Johnny Mac (utwór 1 – 3, 5 – 12), Brian Higgins (utwór 3, 5, 7, 9), Dallas Austin (utwór 4)
- Producent (dodatkowo) – Johnny Mac (utwór 4)
- Zdjęcia – Alasdair McLellan, Ally McErlaine
- Okładka – Farrow Design